# هگزاسولفید سلنیوم
هگزاسولفید سلنیوم (به انگلیسی: Selenium hexasulfide) با فرمول شیمیایی Se۲S۶ یک ترکیب شیمیایی است. که جرم مولی آن 350.32 g/mol می‌باشد. شکل ظاهری این ترکیب، دانه‌های سوزنی نارنجی است.